# Goldschmidt Basel
Die Goldschmidt Basel AG, vormals Victor Goldschmidt Jüdische Buchhandlung & Verlag, ist ein in Basel ansässiger Verlag, der sich vor allem der Pflege des jüdischen Buches widmet, aber auch Musikalien und Ritualien im Angebot hat. Bisher sind etwa 60 Titel im Buchverlag erschienen.

## Geschichte
Der aus einer angesehenen Familie von Soferim stammende Pessach Meir Goldschmidt wanderte im Jahr 1900 aus Plungiany (Litauen) in die Schweiz ein und eröffnete 1902 in Basel am Spalenberg 43 ein kleines Geschäft mit einigen wenigen Büchern, vor allem Siddurim, sowie den gebräuchlichsten Kultusgegenständen im Angebot. Daneben war er weiterhin als Sofer tätig, schrieb eine Sefer Tora, Mesusot, Megillot, Ketubbot etc. Er starb 1924 im Alter von nur 47 Jahren, so dass sich sein Sohn, Victor (Pinchas) Goldschmidt (er leitete das Geschäft von 1927 bis 1973), gezwungen sah, früh ins väterliche Geschäft einzusteigen. Zuvor hatte er noch eine zweijährige Ausbildung als Sofer absolvieren können und regelmässig in der Jeschiwa von Raw Joseph Breuer gelernt. Seit dem Eintritt Victor Goldschmidts in das Kleinstunternehmen wuchs das Sortiment langsam, aber stetig.
Im Jahr 1925 zog das Geschäft an die Kornhausgasse 10, im Jahr 1936 an die Kanonengasse 15 und schliesslich 1940 an die Mostackerstrasse 17, wo sich das Unternehmen noch heute befindet. 
Nach dem Ende des Zweiten Weltkriegs wuchs der Umsatz erheblich. Weil die Nazis alles jüdische Kulturgut, dessen sie habhaft werden konnten, vernichtet hatten, gab es kaum noch Bücher jüdisch-religiösen Inhaltes in deutscher Sprache, vor allem Siddurim, Chumaschim, Machsorim etc. Victor Goldschmidt erblickte in der Herausgabe solcher Bücher seine eigentliche Lebensaufgabe. Im Jahr 1951 gründete er den Victor Goldschmidt-Verlag und veröffentlichte die ersten nach dem Krieg wieder erscheinenden Rödelheimer-Ausgaben, die einen erstklassigen Ruf hatten (fehlerfrei, gutes Deutsch, sauberes Druckbild, übersichtliches Layout). Später konnte er bestehende Rechte anderer Verlage hinzukaufen (Kauffmann & Lehrberger, Frankfurt am Main).
Victor Goldschmidts Sohn, Salomon Goldschmidt, musste aufgrund einer schweren Erkrankung des Vaters im Jahr 1957 als junger, unerfahrener Mann ins Geschäft eintreten. Der zweite Sohn, Raw Pessach Meir Goldschmidt jun., ebenfalls Sofer und heute Rosch Koilel in Kirjat Sefer, trat 1960 in das Geschäft ein und führte es bis 1991. Er hatte u. a. eine Ausbildung zum Offset-Drucker absolviert, blieb aber auch als Sofer weiter tätig und schrieb vor allem Gittin.
1955 eröffnete der Verlag eine kleine Filiale in Zürich, die vierzig Jahre lang existierte und von Aba Wolff operativ und an vorderster Front im Ladenverkauf geleitet wurde. 
1973 starb Victor Goldschmidt, und Salomon Goldschmidt wurde der neue Inhaber. Vor einigen Jahren eröffnete das Unternehmen auch einen Webshop und es entwickelte sich eine gute Zusammenarbeit mit dem Morascha-Verlag, der auch jüdisch-religiöse Literatur herausgibt, u. a. die Werke von Samson Raphael Hirsch. Im Frühjahr 2011 zog sich Salomon Goldschmidt aus dem Geschäft zurück und beendete damit eine Ära und ein Stück Familiengeschichte.
Rechtsnachfolgerin ist die Goldschmidt Basel AG unter der Geschäftsführung von Esra Weill.